# Toby Petersen
Tobias Emanuel Petersen (* 27. Oktober 1978 in Minneapolis, Minnesota) ist ein ehemaliger US-amerikanischer Eishockeyspieler und derzeitiger -trainer, der im Verlauf seiner aktiven Karriere zwischen 1996 und 2014 unter anderem 416 Spiele für die Pittsburgh Penguins, Edmonton Oilers und Dallas Stars in der National Hockey League auf der Position des Centers bestritten hat. Seit Sommer 2017 ist Petersen Assistenztrainer bei den Rochester Americans aus der American Hockey League. In dieser Liga gewann er sowohl als Spieler als auch Trainer den Calder Cup.

## Karriere
Petersen wurde im NHL Entry Draft 1998 an 244. Stelle in der neunten Runde von den Pittsburgh Penguins gedraftet. Nach vier Jahren am Colorado College, von 1996 bis 2000, spielte er in der Saison 2000/01 zum ersten Mal in der National Hockey League. Die meiste Zeit verbrachte er jedoch beim Farmteam, den Wilkes-Barre/Scranton Penguins in der American Hockey League. In der Saison 2001/02 absolvierte der Stürmer die Saison mit den bisher meisten NHL-Spielen, in der er es auf 79 Einsätze und 18 Scorerpunkte brachte. Trotz dieser Leistung musste er die folgenden Jahre wieder ausschließlich in der AHL verbringen.

Petersen im Trikot der Texas Stars (2013)

Im Sommer 2004 wechselte Petersen von Pittsburgh zu den Edmonton Oilers, wurde jedoch bis auf zwei Ausnahmen in den Playoffs der Saison 2005/06 auch dort nur in der AHL bei den Edmonton Road Runners und später bei den Iowa Stars eingesetzt. Da die Stars eigentlich das AHL-Farmteam der Dallas Stars waren, konnte er so Kontakte zu diesem Franchise knüpfen und wurde von den Stars im Sommer 2007 als Free Agent verpflichtet. Nach erneut langem Einsatz in Iowa schaffte er schließlich, auch dank Verletzungen seiner Mitspieler, rechtzeitig vor den Playoffs den Sprung in den Kader und zeigte speziell in der Serie gegen die Detroit Red Wings seine Qualitäten als Defensivstürmer. Insgesamt verblieb der Angreifer bis zu seinem Karriereende im Juni 2014 im Franchise der Stars; die beiden letzten Jahre davon ausschließlich im Farmteam Texas Stars. Mit diesen gewann er zum Abschluss seiner Karriere den Calder Cup.
Nach seinem Karriereende nahm Petersen einen Trainerposten bei den Springfield Falcons in der AHL an, wo er als Assistenztrainer fungierte. Selbige Position füllte er in der folgenden Spielzeit bei den Lake Erie Monsters aus, mit denen ihm der erneute Gewinn des Calder Cups gelang. Nach einem weiteren Jahr beim inzwischen in Cleveland Monsters umbenannten Team schloss er sich zur Saison 2017/18 den Rochester Americans als Assistenztrainer an. Dort war er drei Jahre tätig. Anschließend pausierte er mehrere Jahre, ehe er im Sommer 2023 im Trainerstab der Colorado Avalanche angestellt wurde.

### International
Für sein Heimatland spielte Petersen im Juniorenbereich bei den Junioren-Weltmeisterschaften 1997 und 1998. Dabei gewann er 1997 die Silbermedaille. Für die Herrenauswahl der US-Boys stand der Stürmer bei der Weltmeisterschaft 2007 in Russland auf dem Eis. Dort belegte er mit der Mannschaft den fünften Platz.

## Erfolge und Auszeichnungen
| - 1997 WCHA All-Rookie Team - 2001 Teilnahme am AHL All-Star Classic - 2001 AHL All-Rookie Team | - 2008 Teilnahme am AHL All-Star Classic - 2014 Calder-Cup-Gewinn mit den Texas Stars - 2016 Calder-Cup-Gewinn mit den Lake Erie Monsters (als Assistenztrainer) |

### International
- 1997 Silbermedaille bei der Junioren-Weltmeisterschaft

## Karrierestatistik

### International
Vertrat die USA bei:
- Junioren-Weltmeisterschaft 1997
- Junioren-Weltmeisterschaft 1998
- Weltmeisterschaft 2007

(Legende zur Spielerstatistik: Sp oder GP = absolvierte Spiele; T oder G = erzielte Tore; V oder A = erzielte Assists; Pkt oder Pts = erzielte Scorerpunkte; SM oder PIM = erhaltene Strafminuten; +/− = Plus/Minus-Bilanz; PP = erzielte Überzahltore; SH = erzielte Unterzahltore; GW = erzielte Siegtore; 1 Play-downs/Relegation; Kursiv: Statistik nicht vollständig)